# Kungariket Italien (Medeltiden)
Kungariket Italien (latin: Regnum Italiæ eller Regnum Italicum) var en politisk enhet som kom under den karolingiska dynastins kontroll, efter att Lombardiska kungariket besegrats 774. Det återskapades senare, efter Frankerrikets fall 888. Det kom slutligen under Tysk-romerska rikets kontroll 961. 